# Brijuni
Brijuni (také Brioni nebo Brijunski otoci) je skupina čtrnácti ostrovů v Jaderském moři. Leží u západního pobřeží Istrijského poloostrova a administrativně náleží k městu Pula v Istrijské župě Chorvatska. Ostrovy jsou bez stálého osídlení a slouží k rekreaci, nacházejí se 2 km od pevninského města Fažana. Zaujímají plochu 7,3 km² pevné země a roku 1983 byly spolu s okolním mořem vyhlášeny národním parkem o celkové rozloze 33,9 km².

Mapa

Největším ostrovem je Veliki Brijun (5,6 km²), následují Mali Brijun (1 km²), Vanga, San Marco, Gaz, Okrugljak, Supin, Supinič, Galija, Grunj, Madona, Vrsar, Jerolim a Kozada.
Ostrovy jsou pro příznivé klima a bohatou vegetaci nazývány „rájem na zemi“. V roce 1893 zakoupil dosud pusté souostroví za 75 000 zlatých Paul Kupelwieser. V letech 1936 až 1947 bylo souostroví pod správou Itálie a je proto známé také pod italským názvem Brioni. Nachází se na nich rozvaliny římské vily, byzantské kastrum, templářský kostel, hotel, golfové hřiště a zoologická zahrada. Ostrovy byly známé jako oblíbená letní rezidence jugoslávského prezidenta Josipa Broze Tita, komplex obytných budov byl postaven podle projektu Jožeho Plečnika. V roce 1956 se zde Tito setkal s Gamálem Násirem a Džaváharlálem Néhrúem a dohodli se na založení Hnutí nezúčastněných zemí. V roce 1966 se konalo mimořádné Brionské plénum, které se pokoušelo řešit rozpory ve vedení komunistické strany. V roce 1991 proběhla v Titově paláci jednání mezi představiteli jugoslávských republik, na nichž byla přijata Brionská deklarace. Ostrovy navštívili také Robert Koch a James Joyce.
Podle souostroví se pojmenovala italská oděvní značka Brioni.

## Historický přehled
Do roku 1797 patřily ostrovy Benátčanům, poté je získala Habsburská monarchie. Roku 1805 ostrovy od Rakouského císařství získalo Francouzské císařství, které je roku 1806 začlenilo do Italského království, načež byly ostrovy v letech 1809-1813 součástí Ilyrských provincií. Poté došlo k obnově rakouské vlády a ostrovy pak byly do roku 1849 v rámci Rakouského císařství součástí Ilyrského království. Roku 1849 bylo Ilyrské království zrušeno a ostrovy se staly součástí nové korunní země Rakouské přímoří. Od roku 1861 do roku 1918 byly ostrovy součástí nově zřízené korunní zemi Markrabství Istrie, od roku 1867 existující v rámci Předlitavska. Po první světové válce získala ostrovy na základě Rapallské smlouvy Itálie, od roku 1943 byl obsazen německými vojsky, po osvobození začleněny v rámci Chorvatska do SFRJ.